# Acentroscelus ramboi
Acentroscelus ramboi är en spindelart som beskrevs av Cândido Firmino de Mello-Leitão 1943. 
Acentroscelus ramboi ingår i släktet Acentroscelus och familjen krabbspindlar. Inga underarter finns listade i Catalogue of Life.